# بنيان أباد
بنيان‌ أباد هي قرية في مقاطعة ميانة، إيران. عدد سكان هذه القرية هو 26 في سنة 2006.